# Gábriel harsonája
Gábriel harsonája egy végtelen felszínű, de véges térfogatú test, amelyet Evangelista Torricelli olasz matematikus fedezett fel.

A Harsona

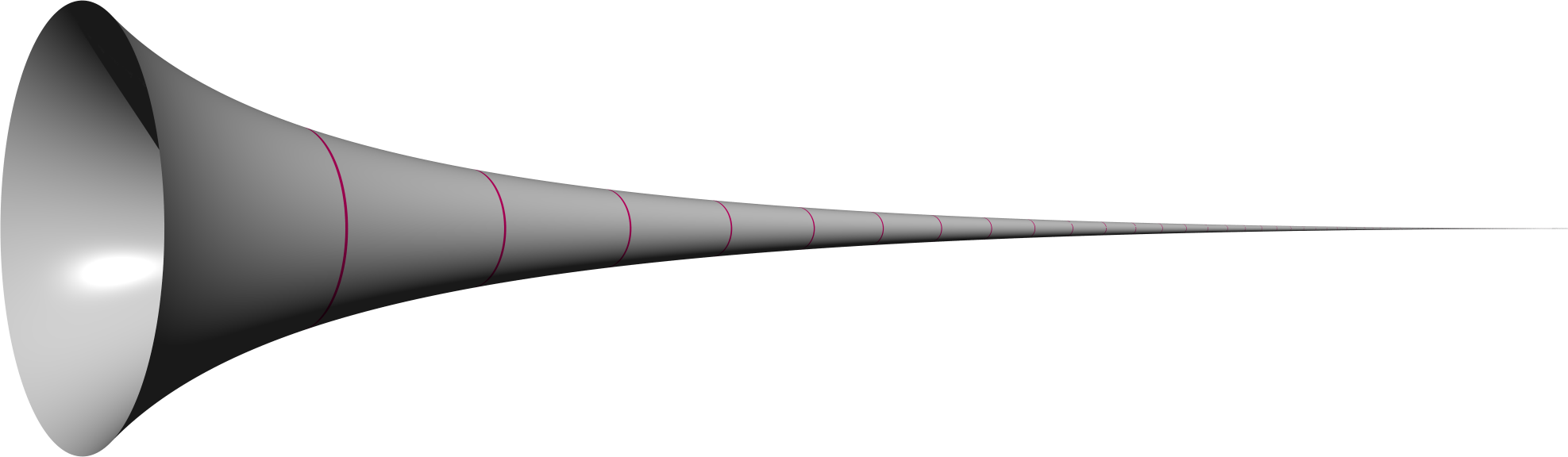
Térbeli modell

## Matematikai jellemzők
A test az {\displaystyle y={\frac {1}{x}}} görbe {\displaystyle x\geq 1} részének háromdimenziós, x tengely körüli elforgatásával keletkezik.
A kürt felszínének és térfogatának 1 és {\displaystyle a\geq 1} közé eső része integrálszámítás segítségével (lásd improprius integrál) kiszámítható:

### Felszín
A felszín 1 és {\displaystyle a} között:
{\displaystyle A_{a}=2\pi \int \limits _{1}^{a}{\frac {\sqrt {1+{\frac {1}{x^{4}}}}}{x}}\mathrm {d} x>2\pi \int \limits _{1}^{a}{\frac {\sqrt {1}}{x}}\ \mathrm {d} x=2\pi \ln a}
{\displaystyle a} tetszőlegesen nagy lehet, így:
{\displaystyle A=\lim _{a\to \infty }A_{a}=\lim _{a\to \infty }2\pi \ln a=\infty }

### Térfogat
Résztérfogat:
{\displaystyle V_{a}=\pi \int \limits _{1}^{a}{1 \over x^{2}}\mathrm {d} x=\pi \left(1-{1 \over a}\right)}
{\displaystyle a\to \infty }:
{\displaystyle V=\lim _{a\to \infty }V_{a}=\lim _{a\to \infty }\pi \left(1-{1 \over a}\right)=\pi }
azaz végtelenbe tartva a térfogat {\displaystyle \pi }-hez konvergál, viszont a felszínre nincs felső korlát.
Felfedezésekor paradoxonnak tartották, hogy egy végtelen területet az x tengely körül forgatva véges térfogat kapható. 

### Festési paradoxon
Intuíciónk számára úgy fordítható ez le egyszerűen a paradoxon, hogy a harsona megtölthető véges mennyiségű festékkel, ugyanakkor a lefestéséhez végtelen mennyiségre lenne szükség, ami azért meglepő, hiszen a megtöltés során gyakorlatilag lefestettük. A paradoxon feloldása az, hogy a két esetben a festék más minőségű: a feltöltéshez 3 dimenziós festéket használtunk, viszont a felszín lefestését 2 dimenziós festékkel végeznénk el.

## Magyarázat
Amikor a görbét x tengely körül elforgatva térfogatot és felszínt számolunk, az olyan mintha a keresztmetszeti körök területét és kerületét összegeznénk, a területekből a térfogat, a kerületekből a felszín adódik.
{\displaystyle T=\pi {1 \over x^{2}}\ll 2\pi {1 \over x}=K}
Azaz ahogy x tart a végtelenbe, a {\displaystyle \pi {1 \over x^{2}}} kifejezés nagyságrendekkel gyorsabban csökken, mint a {\displaystyle 2\pi {1 \over x}}